# ميناء البرلس الجديد
ميناء البرلس الجديد، هو ميناء صيد يقع غرب بوغاز بحيرة البرلس على ساحل البحر المتوسط بجوار مدينة برج البرلس بمحافظة كفر الشيخ بأقصى شمال مصر. وبه محطة تموين سفن متكاملة.

## تاريخ
الميناء منشأ بمعرفة محافظة كفر الشيخ بناء على قرار رئيس مجلس الوزراء المصري 2039 لسنة 2002 بتخصيص أرض الميناء بالتنفيذ المباشر كونه مشروع منفعة عامة.